# Гомосоциальность
Гомосоциа́льность (от др.-греч. ὁμός — «тот же, одинаковый» и лат. socialis — «товарищеский, брачный, союзный») — ориентация на общение с лицами собственного пола. Гомосоциальность определяется кругом общения человека — тем, с кем человек предпочитает вместе работать, проводить свободное время, развлекаться.
В терминологии гендерных исследований термин «гомосоциальность» описывает гендерную сегрегацию группы людей по признаку пола и характеризует структуру и особенности социальных связей, существующих между лицами одного пола. В современном обществе гомосоциальность является одной из основных характеристик маскулинности, проявляясь, например, в существовании установок на особую важность службы в армии для мужчин.
Противопоставляется гетеросоциальности, где наоборот преимущество отдается лишь отношениям между лицами противоположного пола, и бисоциальности, где преимущество смешанное.